# Gagliato
Gagliato är en ort och kommun i provinsen Catanzaro i regionen Kalabrien i Italien. Kommunen hade 457 invånare (2018).